# Université Soai

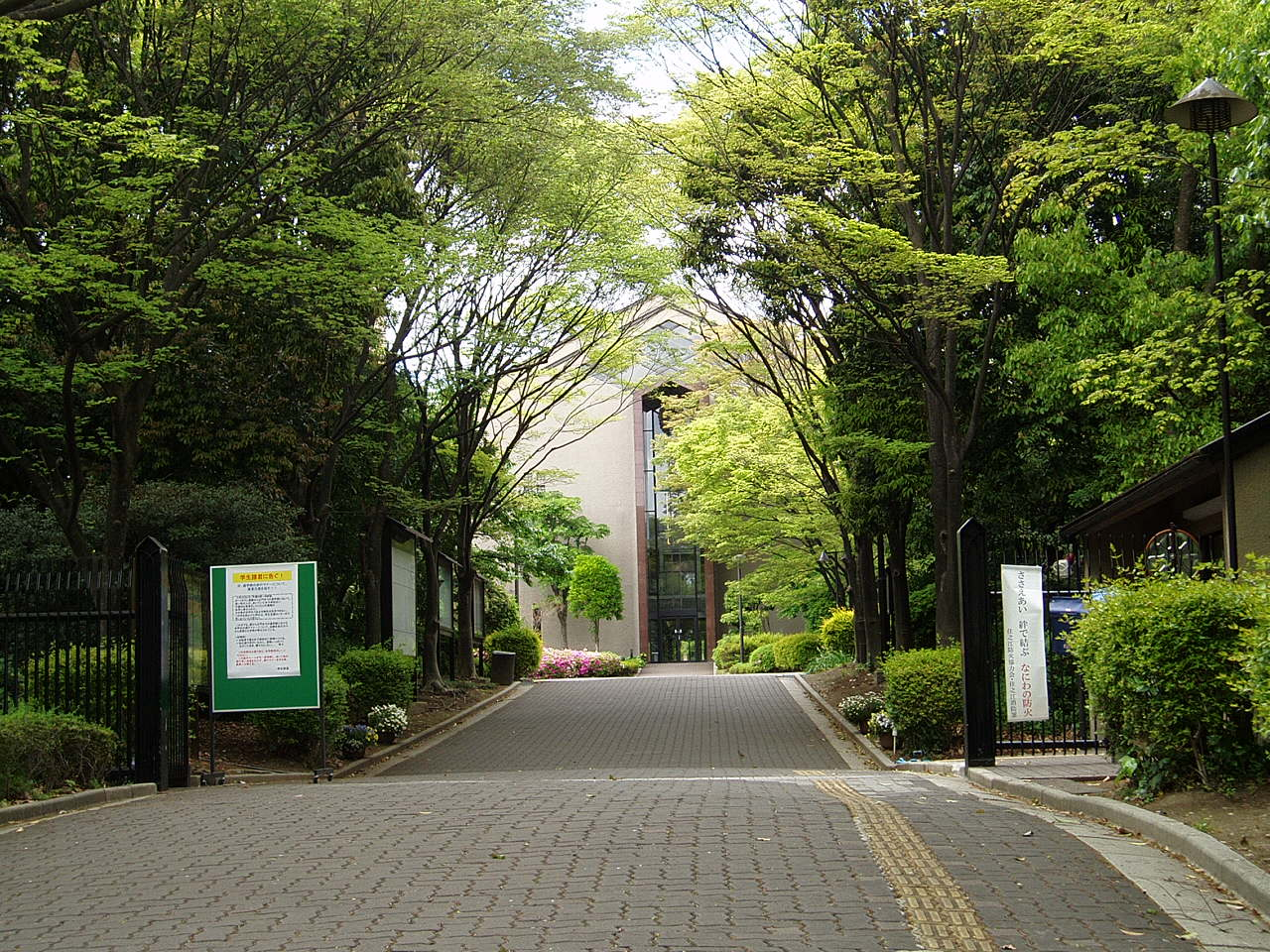
Entrée principale de l'université

L'université Soai (相愛大学, Sōai Daigaku) est une université japonaise privée située dans l'arrondissement Suminoe de la ville d'Osaka. Elle a été fondée en 1888, initialement en tant qu'établissement d'enseignement supérieur destiné aux femmes. 
Parmi les anciens élèves de l'université figurent le seiyū Hideo Ishikawa, la poétesse Yōko Mitsui, la patineuse sur glace Haruko Okamoto (en), Mihoko Shuku et le joueur de tuba Yasuhito Sugiyama (en). 

## Source de la traduction
- (en) Cet article est partiellement ou en totalité issu de l’article de Wikipédia en anglais intitulé « Soai University » (voir la liste des auteurs).